# Аймак (село)
Аймак (каз. Аймақ, до 2006 г. — Октябрьское) — село в Тайыншинском районе Северо-Казахстанской области Казахстана. Село входит в состав Амандыкского сельского округа. Код КАТО — 596036600.
Вблизи села проходит автомобильная дорога А-13 «Кокшетау — Бидайык (Казахстано-Российская граница)».

## Население
В 1999 году население села составляло 724 человека (353 мужчины и 371 женщина). По данным переписи 2009 года, в селе проживало 594 человека (311 мужчин и 283 женщины).

## Экономика
В поселении действует мельничный комплекс мощностью 300 тонн муки в сутки и комбикормовый завод на 300 тыс. тонн в год. Предприятие открылось с участием китайских инвесторов.